# Güntersbach
Der Güntersbach (auch Günthersbach) ist ein rechter Zufluss der Aschaff im Landkreis Aschaffenburg im bayerischen Spessart.

## Geographie

### Verlauf
Der Güntersbach entspringt südlich des Golfplatzes von Rottenberg am Fuße des Gräfenberges (364 m). Er fließt in südliche Richtung, unterquert die Staatsstraße 2307 und die B 26 und mündet an der A 3 Anschlussstelle Hösbach in die Aschaff.

### Flusssystem Aschaff
- Liste der Fließgewässer im Flusssystem Aschaff

## Einzelnachweise

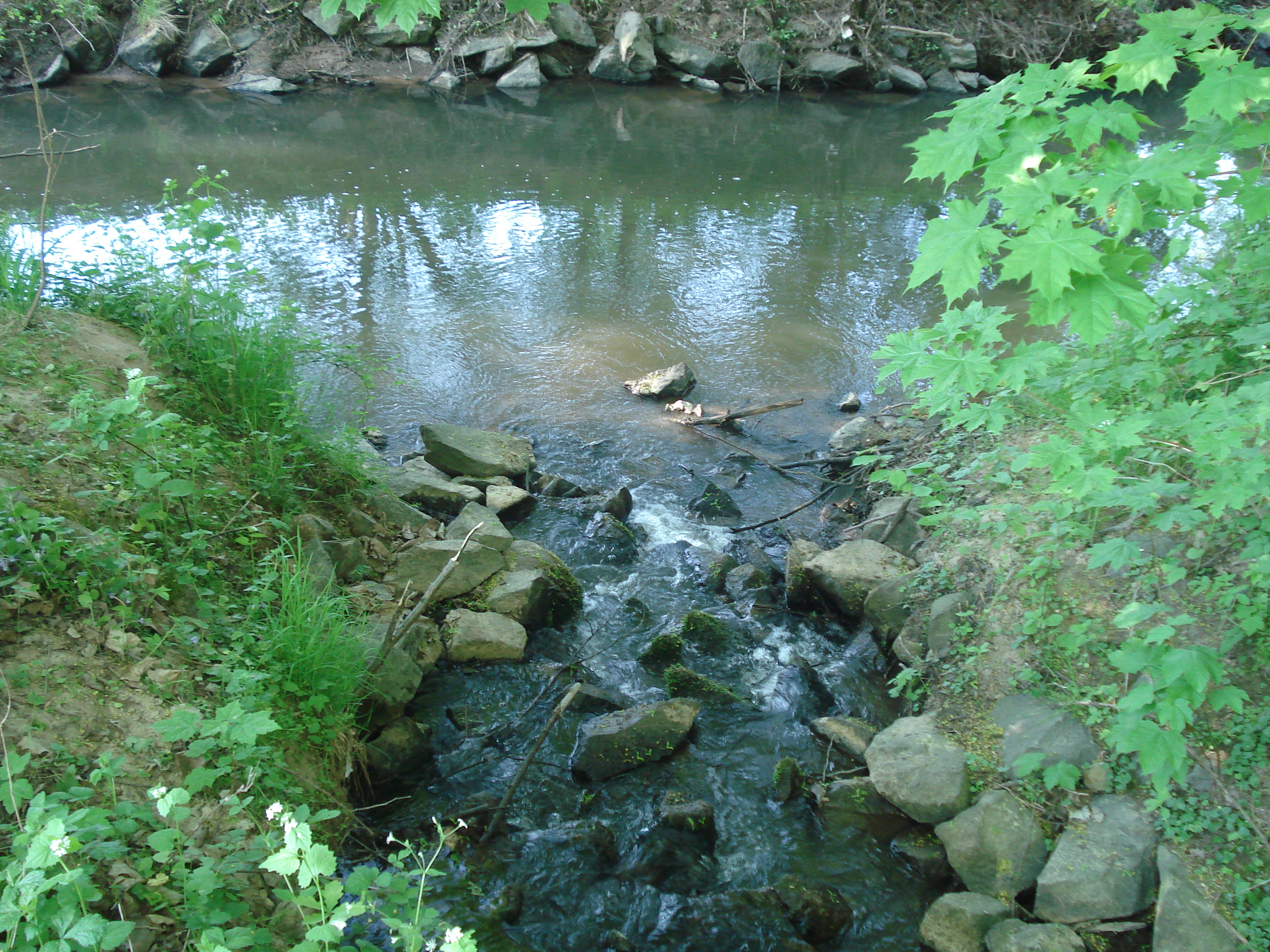
Der Güntersbach mündet in die Aschaff